# Alex Woolf
Alex Woolf (* 1963) ist ein Mediävist an der University of St. Andrews. 
Er hat sich auf die Geschichte der Britischen Inseln und Skandinaviens im frühen Mittelalter spezialisiert, insbesondere auf deren Beziehungen zu den Bevölkerungen in Wales und Schottland. Er hat das zweite Buch der New Edinburgh History of Scotland geschrieben, das die Zeit zwischen 789 und 1070 deckt. Später wurde er mit dem 2008 Saltire Society Award für das „Geschichtsbuch des Jahres“ ausgezeichnet.

## Schriften
- From Pictland to Alba: Scotland, 789 to 1070, (Edinburgh University Press, 2007)
- Landscape and Environment in Dark Age Scotland, St Andrews Committee for Dark Age Studies, 2006